# Токсикодендрон пушистый
Сумахом ядовитым также называют другой вид рода, Токсикодендрон лаковый.
Токсикодендрон пушистый, токсикодендрон дуболистный, сумах ядовитый, или ядовитый дуб (лат. Toxicodéndron pubéscens) — североамериканский кустарник или небольшое дерево, вид рода Токсикодендрон (Toxicodendron) семейства Анакардиевые (Anacardiaceae). Типовой вид рода.

## Ботаническое описание
Токсикодендрон пушистый — небольшой кустарник до 2 м в высоту, со свободно укореняющимися коричневыми ветвями, покрытыми опушением.
Листья пальчато-рассечённые на 3 листочка, каждый из которых в свою очередь разделён на лопасти, с неравномерно зазубренным краем, с обеих сторон заметно опушённые.
Цветки собраны в мутовчатые соцветия, появляющиеся ранней весной, жёлто-зелёные, пятираздельные. Тычинки в числе 5. Завязь верхняя.
Плоды — мелкие густо-опушённые зеленоватые костянки почти шаровидной формы. Семена выемчатые, гладкие или со слабо заметными продольными бороздками.
Число хромосом — 2n = 30.

## Ареал
Токсикодендрон пушистый в естественных условиях распространён на юго-востоке Северной Америки, от Иллинойса, Западной Виргинии и Нью-Джерси на севере до Флориды и Техаса на юге. В Европе иногда выращивается в качестве декоративного растения.

## Токсичность
Как и у других видов рода Токсикодендрон, во всех частях ядовитого сумаха содержится сильный аллерген урушиол. Прикосновение к листьям растения может вызвать сильные раздражения кожи.

## Таксономия

### Синонимы
- Cotinus toxicodendron (L.) Borkh., 1793
- Philostemon toxicodendron (L.) Raf., 1840
- Rhus quercifolia (Michx.) Steud., 1821
- Rhus toxicarium Salisb., 1796, nom. superfl.
- Rhus toxicodendron L., 1753basionym
- Rhus toxicodendron var. quercifolia Michx., 1803
- Toxicodendron compactum Greene, 1905
- Toxicodendron monticola Greene, 1905
- Toxicodendron quercifolium (Michx.) Greene, 1905
- Toxicodendron toxicarium (Salisb.) Gillis, 1971, nom. superfl.
- Toxicodendron toxicodendron (L.) Britton, 1913, nom. illeg.